# Chevrolet Master
Chevrolet Master і Master Deluxe — це американські пасажирські автомобілі, які Chevrolet виробляла між 1933 і 1942 роками для заміни Master Eagle 1933 року. На той час це була дорожча модель у лінійці Chevrolet, а стандартний Mercury був доступним за ціною між 1933 і 1937 роками. Починаючи з цього покоління, усі автомобілі GM мали спільний корпоративний зовнішній вигляд завдяки роботі Секції мистецтва та кольору, яку очолював Харлі Ерл. З 1940 року була випущена дорожча версія на основі Master Deluxe під назвою Special Deluxe. В оновленому фірмовому образі за фасадом із гратами встановлено прихований радіатор.

## Chevrolet COE (1937-1941)
Версія Chevrolet Master COE — це велика вантажівка з буровою установкою. COE означає кабіна над двигуном.